# Mark Milligan
Mark Milligan (født 4. august 1985) er en australsk fodboldspiller.

## Australiens fodboldlandshold
| Australiens landshold | Australiens landshold | Australiens landshold |
| År                    | Kmp                   | Mål                   |
| --------------------- | --------------------- | --------------------- |
| 2006                  | 3                     | 0                     |
| 2007                  | 2                     | 0                     |
| 2008                  | 1                     | 0                     |
| 2009                  | 2                     | 0                     |
| 2010                  | 2                     | 1                     |
| 2011                  | 2                     | 0                     |
| 2012                  | 6                     | 1                     |
| 2013                  | 8                     | 0                     |
| 2014                  | 7                     | 0                     |
| 2015                  |                       |                       |
| Total                 | 33                    | 2                     |